# フランシスコ・メンデス
フランシスコ・メンデス (ポルトガル語: Francisco Mendès、1939年2月7日 - 1978年7月7日)はギニアビサウの政治家。初代同国首相。ギニアビサウが独立を宣言した1973年9月24日より、1978年7月7日に死去するまで、その地位についていた。
カーボベルデのプライアにかつて存在したフランシスコ・メンデス国際空港（1961年開港、2005年閉鎖）の名前の由来となっている。
| 公職          | 公職                                     | 公職                                |
| ------------- | ---------------------------------------- | ----------------------------------- |

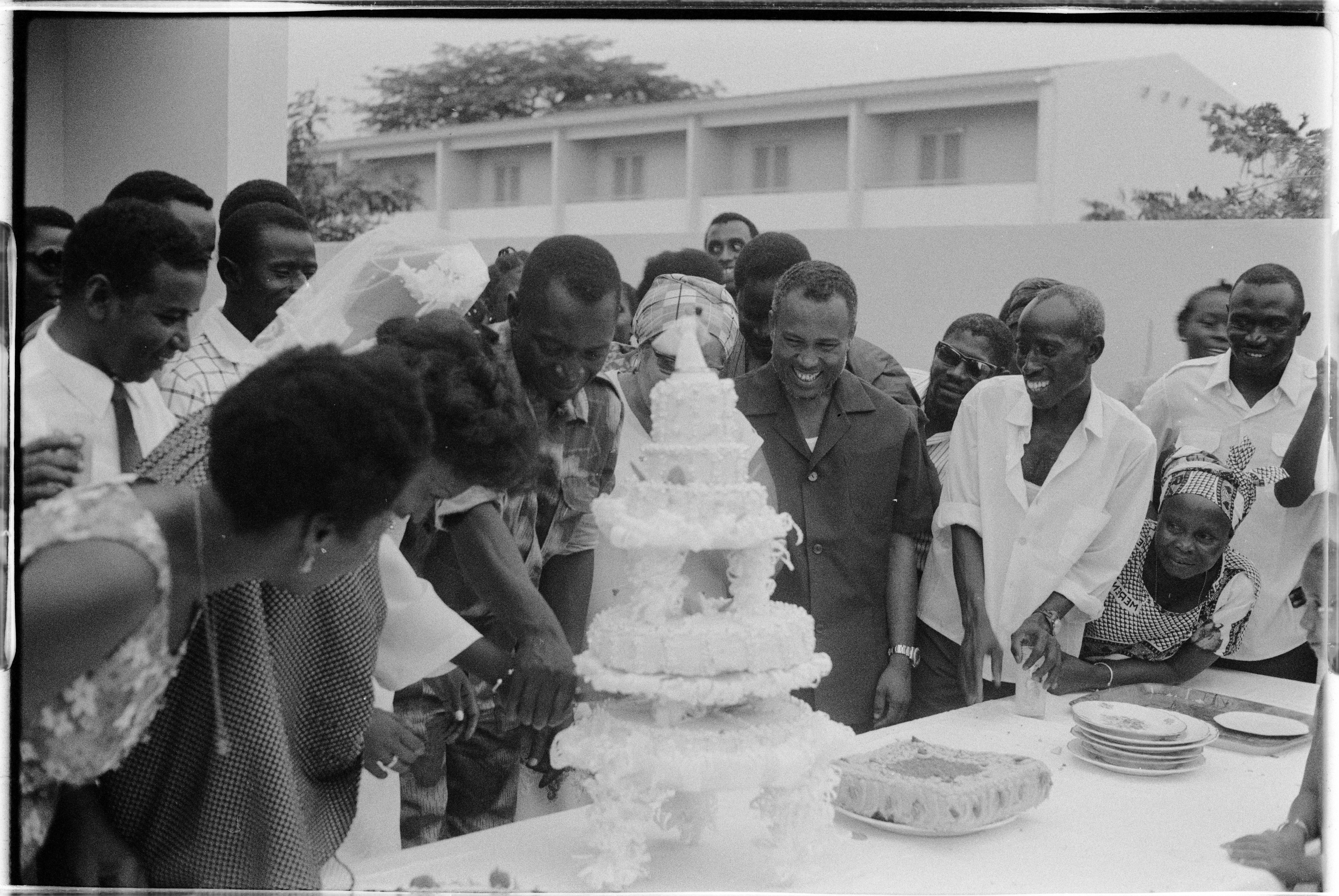
メンデスの結婚式。ケーキ右隣はルイス・カブラル（1973年）

| 先代 （創設） | ギニアビサウ共和国首相 初代：1973 - 1978 | 次代 コンスタンティノ・テイシェイラ |